# ميتشيو كوشي
ميتشيو كوشي (17 مايو 1926 - 28 ديسمبر 2014)، هو زعيم المايكروبيوتك الدولي درس العلاقات الدولية والقانون بجامعة طوكيو في عام 1949. وفد إلى الولايات المتحدة الأمريكية وكرس جهوده لقضية السلام العالمي هو وزوجته أفيلين كوشي، له العديد من المؤلفات منها: كتاب نظام المايكروبيوتك الغذائي (والذي شاركت زوجته في تأليفه بالإضافة إلى ألكس جاك في الإعداد) وكتاب الرحلة الروحية.